# Microsphaera grossulariae
Microsphaera grossulariae är en svampart som först beskrevs av Carl (Karl) Friedrich Wilhelm Wallroth, och fick sitt nu gällande namn av Joseph-Henri Léveillé 1851. Microsphaera grossulariae ingår i släktet Microsphaera och familjen Erysiphaceae.  Arten är reproducerande i Sverige. Inga underarter finns listade i Catalogue of Life.